# Бичихинське сільське поселення
Бичи́хинське сільське поселення (рос. Бычихинское сельское поселение) — сільське поселення у складі Хабаровського району Хабаровського краю Росії.
Адміністративний центр — село Бичиха.

## Історія
Станом на 2002 рік існувала Бичихинська сільська адміністрація (село Бичиха), село Новотроїцьке перебувало у складі Корсаковської сільської адміністрації.

## Населення
Населення сільського поселення становить 1944 особи (2019; 1819 у 2010, 3078 у 2002).

## Склад
До складу сільського поселення входять:
| Населений пункт    | Населення, осіб (2002) | Населення, осіб (2010) |
| ------------------ | ---------------------- | ---------------------- |
| Бичиха, село       | 2885                   | 1603                   |
| Новотроїцьке, село | 193                    | 216                    |